# Inkle et Yarico
Inkle et Yarico est une histoire supposée vraie, connue en Angleterre au XVIIIe siècle, et qui joua un rôle dans le débat sur l'esclavage colonial.

Traite négrière, par S. Hutchinson, 1793.

Elle fut racontée dans le no 11 du Spectator (13 mars 1711), étant tirée d'un ouvrage du voyageur Richard Ligon paru en 1657 et intitulé A True and Exact History of the Island of Barbadoes. Sa publication dans le Spectator fit sensation. Au cours du XVIIIe siècle, il en fut fait de nombreux poèmes, en Angleterre, mais aussi en France (notamment une comédie de Chamfort intitulée La jeune Indienne, en 1764). Surtout, elle fit l'objet d'un opéra-comique en trois actes monté pour la première fois à Londres le 4 août 1787, livret de George Colman le Jeune, musique de Samuel Arnold ; l'ouvrage fut, avec L'École de la médisance de Sheridan, le plus grand succès de la scène anglaise dans le dernier quart du XVIIIe siècle (164 représentations à Londres avant 1800).
Thomas Inkle, jeune commerçant anglais désireux de faire fortune, est rejeté, à la suite d'un naufrage, sur le rivage d'une île de la Mer des Antilles. Il est sauvé de la mort par la jeune Indienne Yarico. Une idylle se noue entre eux, et Inkle promet à Yarico monts et merveilles sitôt qu'il pourra l'emmener en Angleterre. Quelques mois plus tard, la jeune fille parvient à faire signe à un navire anglais passant au large. Ils sont conduits à la Barbade, mais aussitôt qu'ils ont débarqué, Inkle vend Yarico comme esclave pour se renflouer. Quand il apprend qu'elle est enceinte de ses œuvres, sa seule réaction est d'augmenter le prix. Dans l'opéra-comique, il épouse une Européenne nommée Narcissa, qui lui permet d'assouvir son ambition sociale, mais à la fin il se repent et rejoint la fidèle Yarico.